# 쯔코아더우
쯔코아더우(베트남어: Chữ khoa đẩu)는 고대 중국이 북부 베트남을 지배하기 전에 고대 베트남어의 표기에 쓰였다고 추정되는 문자이다. 문자의 겉모습은 타이 소수민족이 쓰는 문자와 비슷하다. 베트남 북부에서 발견되고 있으며, 학자들은 중국어의 영향으로 추정되는 성조 발달이전의 고대 베트남어를 적었을 것으로 추정하고 있다.